# Bodocó
Bodocó es un municipio brasileño del estado de Pernambuco. Tiene una población estimada al 2020 de 38 378 habitantes.
El municipio está formado por tres distritos: el distrito-sede; Claranã, formado por Vila Sipaúba y Vila Jardín (siendo la primera su sede); y el tercer distrito, formado por Vila Feitoria, Vila Né Camilo y el Poblado de Cacimba Nova.

## Historia
Bodocó fue el segundo distrito del municipio de Granito, fundado a inicios del siglo XX por Antonio Peixoto de Barros. En 1924 es elevado a la categoría de primer distrito, así, Granito deja de ser sede y pasa a ser distrito de Bodocó. En 1934, con la extinción del distrito de Leopoldina, el territorio fue dividido entre Bodocó (entonces Granito), Salgueiro y Serrinha (hoy Serrita). Por el decreto ley provincial nº92, del 31 de marzo de 1938, el municipio de Granito pasa a denominarse Bodocó.

## Topónimo
El topónimo Bodocó es de origen incierto. Hay algunas versiones: la primera afirma que debido a la abundancia de la planta acuática de nombre Bodocó; la segunda atribuye el nombre a una tribu indígena de nombre Bodorocó, cuya existencia carece de registros. Por último, se apunta la existencia del riacho Bodocó, afluente del río Brígida.

## Geografía
Se localiza a una latitud 7°46′42″ sur y la una longitud 39º56'28" oeste, estando a una altitud de 443 metros.
El municipio está incluido en el área geográfica del semiárido brasileño, definida por el Ministerio de la Integración Nacional en 2005. Esta delimitación tiene como criterios el índice pluviométrico, el índice de aridez y el riesgo de sequía.